# نادي ماكليسفيلد
نادي ماكليسفيلد (بالإنجليزية: .Macclesfield F.C)‏ هو نادي كرة قدم مقره ماكليسفيلد، شيشاير، إنجلترا. تأسس في 13 أكتوبر 2020 من قبل رجل الأعمال المحلي روبرت سميثورست، إنه نادي طائر الفينيق (رمزيًا) التابع لنادي ماكليسفيلد تاون إف سي السابق، والذي انتهى بعد حكم المحكمة العليا في 16 سبتمبر 2020. بدأ النادي موسمه التنافسي الأول في القسم الأول لمقاطعات الشمال الغربي، وهي الخطوة الخامسة من نظام الدوري الوطني، في أغسطس 2021.

## تاريخ
ماكليسفيلد إف سي هو خليفة ماكليسفيلد تاون. تأسست ماكليسفيلد تاون في عام 1874، وتم تصفيتها وطردها من الرابطة الوطنية في عام 2020 بسبب ديون تزيد عن 500000 جنيه إسترليني. تم طرح أصولها للبيع، بما في ذلك ملعب موس روز على موقع العقار رايت موف (بالإنجليزية: Rightmove)‏. في أكتوبر 2020، تم شراء الملعب وجميع الأصول المتاحة من قبل روبرت سميثورست، مالك ستوك بورت تاون، بهدف إعادة كرة القدم الاحترافية إلى ماكليسفيلد من خلال إنشاء نادي فينيكس باسم ماكليسفيلد إف سي. عين سميثورست لاعب كرة القدم الويلزي المحترف السابق روبي سافاج كعضو في مجلس إدارة نادي فينيكس الجديد مع داني ويتاكر كمدير. كما استثمر في تطوير الملعب لتحسين الجدوى التجارية للنادي الجديد.
في مايو 2021، تم الإعلان عن وضع ماكليسفيلد في إن دبليو إس إف إل الدرجة الأولى لموسمهم الأول. أعلن سافاج أن النادي سينضم إلى مؤسسته لتقديم تذاكر مجانية للمشاركين في المؤسسة لتشجيع الشباب على حضور مباريات النادي. دخل ماكسفيليد إلى دوري الكأس لأول مرة في 2021-2022.

### موسم 2021–22
في 31 يوليو 2021، لعب ماكليسفيلد أول مباراة تنافسية له، حيث فاز 1-0 على أرضه ضد نادي بارسكو في القسم الأول الذي لعب أمام حشد من السعة المحدودة للبيع البالغ 2018 ؛ وسجل ليون ارناسلام الهدف الوحيد. كانت أول مباراة للنادي خارج أرضه في 3 أغسطس، بالتعادل 4-4 مع وينسفورد يونايتد، أيضًا في دوري كرة القدم الأمريكية إن دبليو إس إف إل الممتاز، حيث سجل توم كلير جميع أهداف ماكليسفيلد الأربعة. في 7 أغسطس، لعب ماكليسفيلد أول مباراة له في كأس الاتحاد الإنجليزي، بفوزه على بورسكو 4-0 في الجولة التمهيدية الإضافية، لكنه خرج بعد ذلك من كأس الاتحاد الإنجليزي في الجولة التمهيدية وخسر 6-4 في بوابة سكويرز.
في 30 أغسطس، هزم ماكليسفيلد منافسه المحلي كونجيلتون تاون 1-0 في إن دبليو سي إف إل الدرجة الأولى أمام حشد قياسي بلغ 3502 متفرجًا، وسجل جيمس بيري ماكنالي الهدف الوحيد. تم تعليق المباراة لعدة دقائق في وقت متأخر من الشوط الثاني بسبب مشاكل الجماهير. كانت هذه هي المرة الأولى التي تلتقي فيها البلدات المجاورة في مباراة بالدوري منذ موسم 1964-1965.
في 11 سبتمبر، لعب ماكليسفيلد في زهرية الاتحاد الإنجليزي للمرة الأولى، وخسر 3-2 أمام وينترتون رينجرز من الدرجة الأولى في الدوري الشرقي للمقاطعات الشمالية في جولة التصفيات الأولى.
تم عرض ماكليسفيلد إف سي في فيلم وثائقي رياضي على قناة بي بي سي بعنوان: روبي سافاج: ولادة ماكليسفيلد إف سي، تم بثه في 13 نوفمبر 2021، والذي وصف إطلاق النادي الجديد بعد انهيار ماكليسفيلد تاون.

## الرعاة والمصنعين القمصان
| فترة  | الشركة المصنعة للقميص | راعي القميص |
| ----- | --------------------- | ----------- |
| 2021– | شركة اديداس           | بوهو مان    |

## اللاعبون

### الفريق الحالي
آخر تحديث 30 November 2021.
| No. | Pos. | Nation | Player                                                   |
| --- | ---- | ------ | -------------------------------------------------------- |
| —   | GK   | ENG    | سام أشتون                                                |
| —   | GK   | ENG    | Elliot Cooper                                            |
| —   | GK   | ENG    | Ben Pierce                                               |
| —   | DF   | NIR    | أليكس بروس                                               |
| —   | DF   | ENG    | Louis Danquah                                            |
| —   | DF   | ENG    | Tom Dean                                                 |
| —   | DF   | ENG    | Rocco Fregapane                                          |
| —   | DF   | ENG    | Jacob Hanson (dual registration with نادي اتحاد مانشستر) |
| —   | DF   | ENG    | Lee Jackson                                              |
| —   | DF   | ENG    | Brandon Lee                                              |
| —   | DF   | ENG    | Luis Morrison-Derbyshire                                 |
| —   | DF   | ENG    | Curtis Obeng                                             |
| —   | DF   | ENG    | Oliver Ryan                                              |
| —   | DF   | ENG    | Louis Shead                                              |
| —   | MF   |        | Mosopefoluwa Aderinto                                    |
| —   | MF   | ENG    | Leon Arnasalam                                           |

| No. | Pos. | Nation | Player                                                      |
| --- | ---- | ------ | ----------------------------------------------------------- |
| —   | MF   | ENG    | Max Bardsley-Rowe                                           |
| —   | MF   | GUY    | Neil Danns                                                  |
| —   | MF   | ESP    | Sidi Sanogo Fofana                                          |
| —   | MF   | ENG    | Sam Grimshaw                                                |
| —   | MF   | FRA    | Laurent Mendy (قائد الفريق)                                 |
| —   | MF   | ENG    | جوردن سيمبسون                                               |
| —   | MF   | ENG    | Callum West                                                 |
| 23  | MF   | ENG    | داني ويتاكر (لاعب مدرب)                                     |
| —   | FW   | ENG    | Kielen Adams                                                |
| —   | FW   | ENG    | جيمس بيري (on loan from نادي ألترينتشام until January 2022) |
| —   | FW   | ENG    | Tom Clare                                                   |
| —   | FW   | ENG    | Aaron Dwyer                                                 |
| —   | FW   | ENG    | Tyler James                                                 |
| —   | FW   | POR    | Edy Maieco                                                  |
| —   | FW   | SCO    | Scott McGowan                                               |

#### على سبيل الإعارة
| لا. | نقاط البيع. | أمة      | لاعب                                                |
| --- | ----------- | -------- | --------------------------------------------------- |
| —   | مدافع       | </img> م | إيكو كوكر (في Glossop North End ‏ حتى 5 ديسمبر 2021) |

## إدارة
| الدور                                               | الاسم                      |
| --------------------------------------------------- | -------------------------- |
| Director of Football                                | روبي سافاج                 |
| First Team Player Manager                           | داني ويتاكر                |
| First Team Assistant Manager                        | Peter Band                 |
| First Team Head Coach                               | Anthony Curran             |
| Goalkeeping Coaches                                 | Steven Hodgson Liam Bowyer |
| Football Academy Manager                            | Paul McGuire               |
| Head of Sport Science/Strength & Conditioning Coach | Alasdair Hamilton          |
| Physio                                              | Bryony Woolley             |
| Head of Recruitment                                 | Jimmy Holmes               |

| الدور                       | الاسم            |
| --------------------------- | ---------------- |
| Owner                       | Robert Smethurst |
| Head of Communications      | Bob Trafford     |
| Head of Business Operations | Lindsay Brown    |
| Commercial Manager          | Ellie Reynolds   |
| Club Secretary              |                  |

### التاريخ الإداري
| السنة | الاسم       | ملحوظات   |
| ----- | ----------- | --------- |
| 2020– | داني ويتاكر | لاعب مدير |

## سجّلات النادي

### الحضور
- أعلى نسبة حضور داخلي (أعلى 5):

3،502 ضد كونجيلتون تاون، 30 أغسطس 2021 - الدوري الممتاز لكرة القدم في المقاطعات الشمالية الغربية
3420 ضد رونكورن تاون، 6 نوفمبر 2021 - الدوري الممتاز لكرة القدم في المقاطعات الشمالية الغربية
3221 ضد باديهام، 23 أكتوبر 2021 - الدوري الممتاز لكرة القدم في المقاطعات الشمالية الغربية
3006 ضد ليثرلاند ريميكا، 18 سبتمبر 2021 - شمال غرب المقاطعات لكرة القدم قسم الدوري
3،003 ضد نورثويتش فيكتوريا، 5 أكتوبر 2021 - دوري كرة القدم في المقاطعات الشمالية الغربية
- أدنى معدل حضور داخلي:

402 ضد تشيدل هيث نومادز، 2 نوفمبر 2021 - كأس شيشاير للكبار الدور الأول
- أعلى نسبة حضور في الخارج (أعلى 5):

942 ضد نورثويتش فيكتوريا، 27 نوفمبر 2021 - دوري كرة القدم في المقاطعات الشمالية الغربية
936 ضد سكيلميرسديل يونايتد، 13 نوفمبر 2021 - الدوري الممتاز لكرة القدم في المقاطعات الشمالية الغربية
918 ضد وينسفورد يونايتد في 3 أغسطس 2021 - الدوري الممتاز لكرة القدم في المقاطعات الشمالية الغربية
894 ضد ويثينشو تاون، 9 أكتوبر 2021 - الدوري الممتاز لكرة القدم في المقاطعات الشمالية الغربية
738 ضد سكويرز جيت، 21 أغسطس 2021 - الجولة التمهيدية لكأس الاتحاد الإنجليزي
- أقل نسبة حضور:

363 أمام وينترتون رينجرز في 11 سبتمبر 2021 - الجولة الأولى من التصفيات المؤهلة للكأس.

### النتائج
- أكبر فوز على أرضه:

4-0 ضد بورسكو، 7 أغسطس 2021 - الجولة التمهيدية الإضافية لكأس الاتحاد الإنجليزي
4-0 ضد ليثرلاند ريميكا، 18 سبتمبر 2021 - الدوري الممتاز لكرة القدم في المقاطعات الشمالية الغربية
- أشد هزيمة على أرضه:

حاليا لم يهزم داخل ملعبه
- أكبر فوز خارج أرضه:

1–3 ضد لوار بريك، 29 أكتوبر 2021 - الدوري الممتاز لكرة القدم في المقاطعات الشمالية الغربية
- أثقل هزيمة بعيدا:

6-4 ضد سكويرز جيت، 21 أغسطس 2021 - الجولة التمهيدية لكأس الاتحاد الإنجليزي
4-2 ضد لونجريدج تاون، 20 سبتمبر 2021 - الدوري الممتاز لكرة القدم في المقاطعات الشمالية الغربية
2–0 ضد أفرو، 29 سبتمبر 2021 - الدوري الممتاز لكرة القدم في المقاطعات الشمالية الغربية
- أعلى نتيجة قرعة:

4-4 ضد وينسفورد يونايتد (خارج أرضه)، 3 أغسطس 2021 - دوري الدرجة الأولى لكرة القدم في المقاطعات الشمالية الغربية
- أعلى مجموع نقاط:

(10) 6-4 ضد سكويرز جيت (خارج الأرض)، 21 أغسطس 2021 - الدور التمهيدي لكأس الاتحاد الإنجليزي

### الشرائط
- أطول شوط لم يهزم (كل المجموعات):

11 مباراة، من 2 أكتوبر 2021 حتى الآن
- أطول سلسلة بدون هزيمة (الدوري):

10 مباريات اعتبارًا من 2 أكتوبر 2021 حتى الآن